# おおコウスケよ、えらべないとはなさけない!
『おおコウスケよ、えらべないとはなさけない!』は著者・竹岡葉月、イラスト・奥村ひのき、ドットキャラ・今野隼史のライトノベル。富士見ファンタジア文庫（富士見書房）より2011年11月から2012年4月まで刊行された。

## あらすじ
津賀 昴介（つが こうすけ）
中学2年の頃に芽生えた初恋の相手に高校で再会するがそっくりさんだった。
天野井 螢（あまのい ほたる）
コウスケの初恋の彼女。物静かであるが重度の恋愛アンチ。
宮沢 彗（みやざわ すい）
螢に瓜二つだが性格は正反対な女の子。似すぎて間違えやすい。

## 既刊一覧
- 竹岡葉月（著）・奥村ひのき（イラスト）『おおコウスケよ、えらべないとはなさけない!』 富士見書房〈富士見ファンタジア文庫〉、全2巻
  1. 2011年11月19日発売[1]、ISBN 978-4-8291-3703-1
  2. 2012年4月20日発売[2]、ISBN 978-4-8291-3743-7